# Lonneke Slöetjes
Lonneke Slöetjes est une joueuse néerlandaise de volley-ball née le 15 novembre 1990 à Wisch. Elle mesure 1,92 m et joue au poste d'attaquante. Elle totalise 277 sélections en équipe des Pays-Bas.

## Clubs
| Club                    | De        | À         |
| ----------------------- | --------- | --------- |
| Longa '59 Lichtenvoorde | 2006-2007 | 2008-2009 |
| VV Pollux               | 2009-2010 | 2010-2011 |
| USC Münster             | 2011-2012 | 2012-2013 |
| Busto Arsizio           | 2013-2014 | 2013-2014 |
| Schweriner SC           | 2014-2015 | 2014-2015 |
| Vakıfbank İstanbul      | 2015-2016 | 2018-2019 |
| Pallavolo Scandicci     | 2019-2020 | …         |

## Palmarès

### Équipe nationale
- Championnat d'Europe
  - Finaliste : 2015, 2017.

### Clubs
- Championnat du monde des clubs
  - Vainqueur : 2017, 2018.
- Ligue des champions
  - Vainqueur: 2017, 2018.
  - Finaliste : 2016.
- Championnat de Turquie
  - Vainqueur : 2016, 2018, 2019.
- Coupe de Turquie
  - Vainqueur: 2018.
  - Finaliste : 2017.
- Supercoupe de Turquie
  - Vainqueur : 2017.
  - Finaliste : 2015, 2018.
- Championnat d'Italie
  - Finaliste : 2014.
- Championnat des Pays-Bas
  - Finaliste : 2007, 2011.
- Coupe des Pays-Bas
  - Finaliste : 2007.

### Distinctions individuelles
- Championnat d'Europe de volley-ball féminin 2015: Meilleure attaquante[3].
- Grand Prix mondial de volley-ball 2016: Meilleure attaquante[4].
- Jeux olympiques d'été de 2016: Meilleure attaquante[5].
- Ligue des champions de volley-ball féminin 2016-2017: Meilleure attaquante[6].
- Championnat d'Europe de volley-ball féminin 2017: Meilleure attaquante[7].